# Edmond Laroche-Joubert
Pour les autres membres de la famille, voir Famille Laroche-Joubert.
Jean Pierre Edmond Laroche-Joubert, né le 9 janvier 1879 à Angoulême et mort le 14 octobre 1958 à Paris 16e, est un industriel et homme politique français.

## Biographie
Fils d'Edgard Laroche-Joubert, député, et petit-fils de Jean-Edmond Laroche-Joubert, fondateur de l'entreprise familiale de papier, il est diplômé de HEC. Il est fabricant de papier et député de la Charente de 1924 à 1928.
Il est également président de la Commission de l'École des hautes études commerciales, du Syndicat des Fabricants de papiers et cartons, de la Fédération des industries et commerces du papier et du Comité de direction de la Foire de Paris. 
Il est le grand-père de Patrick Laroche-Joubert et l'arrière-grand-père d'Alexia Laroche-Joubert.
Sa femme est Charlotte Jouet. Il repose dans la chapelle familiale du cimetière de Bardines à Angoulême.

## Décoration
- Commandeur de l'ordre de l'Économie nationale (1955)[2]

### Sources
- « Edmond Laroche-Joubert », dans le Dictionnaire des parlementaires français (1889-1940), sous la direction de Jean Jolly, PUF, 1960 [détail de l’édition]